# Gernot Born
Gernot Born (* 17. Mai 1944 in Dillenburg; † 9. Februar 2012) war ein deutscher Physiker.
Gernot Born stammte aus Hessen. Nach einem Studium der Physik, Mathematik und Chemie von 1963 bis 1968 an der Justus-Liebig-Universität in Gießen erwarb er dort sein Physik-Diplom und promovierte in Festkörperphysik. Im Anschluss wurde er zunächst Dozent an seiner Alma Mater und 1973 Professor. Zwei Jahre später wechselte er an die Universität-Gesamthochschule Duisburg, wo er eine Professur für Physik und Physikdidaktik übernahm. Mit der Zeit wurde er dort Dekan des Fachbereichs Physik und Technologie sowie Prorektor für Forschung und wissenschaftlichen Nachwuchs. 1986 übernahm er das Amt des Rektors der Universität, das er bis 1995 ausübte. Außerdem hatte er von 1992 bis 1994 den Vorsitz der Landesrektorenkonferenz inne. Im Anschluss wirkte Born noch bis zu seiner Emeritierung im Jahr 2009 als Physik-Dozent in Duisburg.
1999 unternahm Gernot Born einen kurzen Abstecher in die Politik. Bei der Oberbürgermeisterwahl in Duisburg trat er als parteiloser Kandidat mit der Unterstützung der CDU gegen SPD-Amtsinhaberin Bärbel Zieling an. Er unterlag jedoch deutlich mit 35 zu 53 Prozent der Wählerstimmen.